# Balthazar Frederik Mühlenfels
Balthazar Frederik v. Mühlenfels (født i Stettin, død 5. september 1807 i Heiligenhafen) var en generalguvernør i Dansk Vestindien.
Han var søn af en afskediget løjtnant i infanteriet, blev 1766 kadet, 1772 page og udnævntes samme år til sekondløjtnant, 1780 til premierløjtnant i det falsterske regiment til fods. I 1785 fik han efter ansøgning, på grund af et svagt bryst, afsked med kaptajns rang.
Han tog derefter til Vestindien, hvor han 1786’ konstitueredes og 1791 fik udnævnelse som landmåler og overbygningsinspektør på de danske øer. I 1795 blev han oberstløjtnant og vicekommandant på Sankt Thomas, året efter virkelig kommandant sammesteds. 1799 avancerede han til viceguvernør og oberst. Den regeringskommission, der blev sendt til De vestindiske Øer i anledning af deres overgivelse til englænderne i 1801, fandt, at han under de vanskelige forhold fuldt ud havde gjort sin pligt, og samtidig med, at kommissionen opløstes, den 27. oktober 1802, udnævntes han til generalguvernør (med generalmajors rang). I maj 1807 rejste han med tilladelse til Europa for at restitueres i et koldere klima, men allerede 5. september døde han i Heiligenhafen.
I 1775 var han bleven naturaliseret som dansk undersåt, men sit udenlandske, formentlige adelskab kunne han ikke føre noget bevis for.